# BRT Standard
Le BRT standard est un système de standardisation et d'évaluation des systèmes de bus à haut niveau de service (BRT en anglais), conçu par l'Institute for Transportation and Development Policy (en) (ITDP) en 2012.

## Historique
Publié pour la première fois en 2012, le BRT standard est créé pour regrouper les caractéristiques communes aux BRT et définir ainsi des paramètres de qualité standarisés. Dès lors, les versions 2013, 2014 et 2016 du Standard sont utilisées pour classer les systêmes BRT en différentes villes au monde.

## Définition d'un système BRT
Le BRT Standard établit 5 caractéristiques essentielles pour définir un système BRT :
- un site propre
- un couloir de bus non-accolé à autres couloirs non réservés
- la validation ou contrôle des titres de transport en plateforme
- l'aménagement des intersections avec les autres voies
- un accès de plain-pied au bus

## Classement
Le classement du BRT Standard est établi à partir d'une carte de pointage qui distribue les critères d'évaluation en plusieurs catégories:
- Les essentiels du BRT (38 points)
- Planification du service (19 points)
- Infrastructure (13 points)
- Stations (10 points)
- Communications (5 points)
- Accessibilité et intégration (15 points)

63 points de déduction sont réservés pour évaluer les points faibles du système.
| moins de 55,0 points : Basic BRT \| de 55,0 à 69,9 points : Bronze \| 70,0 à 84,9 points : Sliver \| plus de 85,0 points : Gold | moins de 55,0 points : Basic BRT \| de 55,0 à 69,9 points : Bronze \| 70,0 à 84,9 points : Sliver \| plus de 85,0 points : Gold | moins de 55,0 points : Basic BRT \| de 55,0 à 69,9 points : Bronze \| 70,0 à 84,9 points : Sliver \| plus de 85,0 points : Gold | moins de 55,0 points : Basic BRT \| de 55,0 à 69,9 points : Bronze \| 70,0 à 84,9 points : Sliver \| plus de 85,0 points : Gold                           | moins de 55,0 points : Basic BRT \| de 55,0 à 69,9 points : Bronze \| 70,0 à 84,9 points : Sliver \| plus de 85,0 points : Gold | moins de 55,0 points : Basic BRT \| de 55,0 à 69,9 points : Bronze \| 70,0 à 84,9 points : Sliver \| plus de 85,0 points : Gold |
| Ville | Pays | Nom du système | Ligne(s)/Corridor(s) | Version | Classement |
| --- | --- | --- | --- | --- | --- |
| Curitiba | Brésil | Rede Integrada de Transporte (RIT)                                                                                              | Linha Verde | 2013 | Gold |
| Rio de Janeiro | Brésil | BRT Rio | TransOeste | 2013 | Gold |
| Rio de Janeiro | Brésil | BRT Rio | Transcarioca | 2014 | Gold |
| Belo Horizonte | Brésil | MOVE | Cristiano Machado | 2014 | Gold |
| Bogota | Colombie | Transmilenio | - Américas, Calle 80 - Calle 26 - NQS (Norte-Quito-Sur) - Suba - El Dorado                                                                                | 2013 | Gold |
| Medellin | Colombie | Metroplus | (ligne sans nom) | 2013 | Gold |
| Guangzhou | Chine | GBRT | Zhongshan Avenue | 2013 | Gold |
| Guatemala City | Guatemala | Transmetro | Eje Sur | 2014 | Gold |
| Guadalajara | Mexique | Macrobus | (toutes les lignes) | 2013 | Gold |
| Lima | Pérou | El Metropolitano | (une ligne) | 2013 | Gold |
| Johannesburg | Afrique du Sud | Rea Vaya | Phase 1A | 2013 | Silver |
| Buenos Aires | Argentine | Metrobus | 9 de Julio | 2014 | Silver |
| Brisbane | Australie | (système sans nom) | South East Busway | 2013 | Silver |
| Curitiba | Brésil | Rede Integrada de Transporte (RIT)                                                                                              | - Boqueirão - Circular Sul - Leste - Norte - Oeste - Sul                                                                                                  | 2013 | Silver |
| Sao Paulo | Brésil | (système sans nom) | Expresso Tiradentes | 2013 | Silver |
| Uberaba | Brésil | VETOR | Leste-Oeste | 2016 | Silver |
| Uberlândia | Brésil | (système sans nom) | Corredor Estrutural Sudeste (Av. João Naves de Ávila) | 2014 | Silver |
| Belo Horizonte | Brésil | MOVE | Antonio Machado | 2014 | Silver |
| Rio de Janeiro | Brésil | BRT Rio | TransOeste | 2014 | Silver |
| Rio de Janeiro | Brésil | BRT Rio | TransOlimpica | 2016 | Silver |
| Changzhou | Chine | Changzhou BRT | Erhuan Lu | 2014 | Silver |
| Lanzhou | Chine | Lanzhou BRT | Anning Lu | 2013 | Silver |
| Bucaramanga | Colombie | Metrolinea | Lagos - Quebradaseca | 2016 | Silver |
| Bogota | Colombie | Transmilenio | - Autonorte - Caracas | 2013 | Silver |
| Pereira | Colombie | Megabús | (ligne sans nom) | 2013 | Silver |
| Barranquilla | Colombie | TransMetro | (ligne sans nom) | 2013 | Silver |
| Cali | Colombie | Masivo Integrado de Occidente (MIO)                                                                                             | (toutes les lignes) | 2013 | Silver |
| Cartagena | Colombie | (système sans nom) | Transcaribe | 2016 | Silver |
| Quito | Équateur | Metrobus-Q | - Ecovia - Trolebus - Central-Norte | 2013 | Silver |
| Cleveland | États-Unis | (système sans nom) | HealthLine | 2013 | Silver |
| Hartford | États-Unis | CTfastrak | Hartford-New Britain Busway | 2016 | Silver |
| Île-de-France | France | Trans-Val-de-Marne (TVM) | Antony-La Croix de Berny - Saint-Maur-Créteil | 2014 | Silver |
| Rouen | France | TEOR (Transport Est-Ouest Rouennais)                                                                                            | (toutes les lignes) | 2013 | Silver |
| Guatemala City | Guatemala | Transmetro | Eje Central | 2014 | Silver |
| Ahmedabad | Inde | Janmarg | Narol-Naroda | 2013 | Silver |
| Jakarta | Indonésie | TransJakarta | Corridor 1 | 2014 | Silver |
| Mexico | Mexique | Metrobus | - Line 1 - Line 2 - Line 3 | 2013 | Silver |
| Mexico | Mexique | Metrobus | - Line 5 | 2014 | Silver |
| État de Mexico | Mexique | Mexibus | (toutes les lignes) | 2014 | Silver |
| Monterrey | Mexique | Ecovia | Lincoln-Ruiz Cortines | 2014 | Silver |
| Istanboul | Turquie | Metrobüs | Avcılar - Söğütlüçeşme | 2014 | Silver |
| Caracas | Venezuela | BusCaracas | Línea 7 | 2014 | Silver |
| Le Cap | Afrique du Sud | MyCiTi | Phase 1A | 2013 | Bronze |
| Johannesbourg | Afrique du Sud | Rea Vaya | Phase IB | 2014 | Bronze |
| Buenos Aires | Argentine | Metrobus | Juan B Justo | 2013 | Bronze |
| Brasilia | Brésil | Expresso DF | Sul | 2014 | Bronze |
| Goiânia | Brésil | (système sans nom) | Eixo Anhanguera | 2014 | Bronze |
| Recife | Brésil | Via Livre | Norte/Sul | 2016 | Bronze |
| Sao Paulo | Brésil | Corredor Metropolitano ABD | Expresso Tiradentes | 2013 | Bronze |
| Ottawa | Canada | Transilway | (toutes les lignes) | 2013 | Bronze |
| Pékin | Chine | Beijing BRT | (toutes les lignes) | 2013 | Bronze |
| Changzhou | Chine | Changzhou BRT | (toutes les lignes) | 2014 | Bronze |
| Jinan | Chine | Jinan BRT | - B7 corridor Xierhuan - Beiyuan dajie - Erhuandonglu - Gongyebeilu-Aotizonglu Line 6 - Lishan Lu                                                         | 2013 | Bronze |
| Santiago | Chili | Transantiago | - Avenida Grecia - Avenidas Las Industrias - Seirra Bella/Carmen - Pedro Aguirre Cerda - Exposicion/Bascunan Guerrero - Santa Rosa Norte - Santa Rosa Sur | 2014 | Bronze |
| Guayaquil | Équateur | Guayaquil BRT | - Troncal 1 : Guasmo-Río Daule - Troncal 3 : Bastión-Centro                                                                                               | 2013 | Bronze |
| Quito | Équateur | Metrobus | - Corredor sur occidental - Corredor sur oriental | 2014 | Bronze |
| Eugene | États-Unis | Emerald Express (EmX) | Green Line | 2013 | Bronze |
| Los Angeles | États-Unis | (système sans nom) | Orange line | 2013 | Bronze |
| Pittsburgh | États-Unis | (système sans nom) | Martin Luther King Jr. East Busway | 2013 | Bronze |
| Richmond | États-Unis | GRTC | Pulse | 2014 | Bronze |
| San Bernardino | États-Unis | sbX | E Street | 2016 | Bronze |
| Nantes | France | Nantes Busway | Ligne 4 | 2013 | Bronze |
| Ahmedabad | Inde | Janmarg | RTO-Maninagar | 2013 | Bronze |
| Ahmedabad | Inde | Janmarg | Sola-AEC | 2014 | Bronze |
| Indore | Inde | iBus | iBus Trunk Corridor | 2016 | Bronze |
| Surat | Inde | Sitilink | Udhna - Sachin GIDC | 2014 | Bronze |
| Jakarta | Indonésie | TransJakarta | Corridor 1 | 2013 | Bronze |
| Puebla | Mexique | RUTA | Linea 1: Chachapa - Tlaxcalancingo | 2014 | Bronze |
| Islamabad - Pindi | Pakistan | Metro Bus | Twin Cities | 2014 | Bronze |
| Cambridge | Royaume-Uni | Cambridgeshire Busway | Route A | 2013 | Bronze |
| Bangkok | Thaïlande | Bangkok BRT | Sathorn Station to Rama III Station | 2014 | Bronze |
| Recife | Brésil | Via Livre | Norte/Sul | 2016 | Basic BRT |
| Sao Paulo | Brésil | Corredor Metropolitano ABD | Expresso Tiradentes | 2014 | Basic BRT |
| Changde | Chine | Changde BRT | Changde Dadao | 2014 | Basic BRT |
| Dalian | Chine | Dalian BRT | Hefei Line 1 (Changjiang) | 2014 | Basic BRT |
| Hefei | Chine | Hefei BRT | Zhangqian Lu - Songjiang Lu - Huabei Lu - Xi'an Lu | 2014 | Basic BRT |
| Séoul | Corée du Sud | (système sans nom) | - Yeouidaebang-ro/Siheung-daero - Gyeongin-ro - Gangnam-Daero - Dongsomun-ro/Dobong-ro - Susack BRT - Cheonho-Daero - Cheonho-Daero - East                | 2014 | Basic BRT |
| Las Vegas | États-Unis | (système sans nom) | Strip & Downtown Express (SDX) | 2013 | Basic BRT |
| Pittsburgh | États-Unis | (système sans nom) | - West Busway - South Busway | 2013 | Basic BRT |
| Lahore | Pakistan | Metro Bus | Green line | 2014 | Basic BRT |

## Pages liées
- Bus à haut niveau de service
- Transports collectifs en site propre